# Messor kasakorum
Messor kasakorum es una especie de hormiga del género Messor, subfamilia Myrmicinae. 

## Distribución
Esta especie se encuentra en Kazajistán.